# Сила в правде

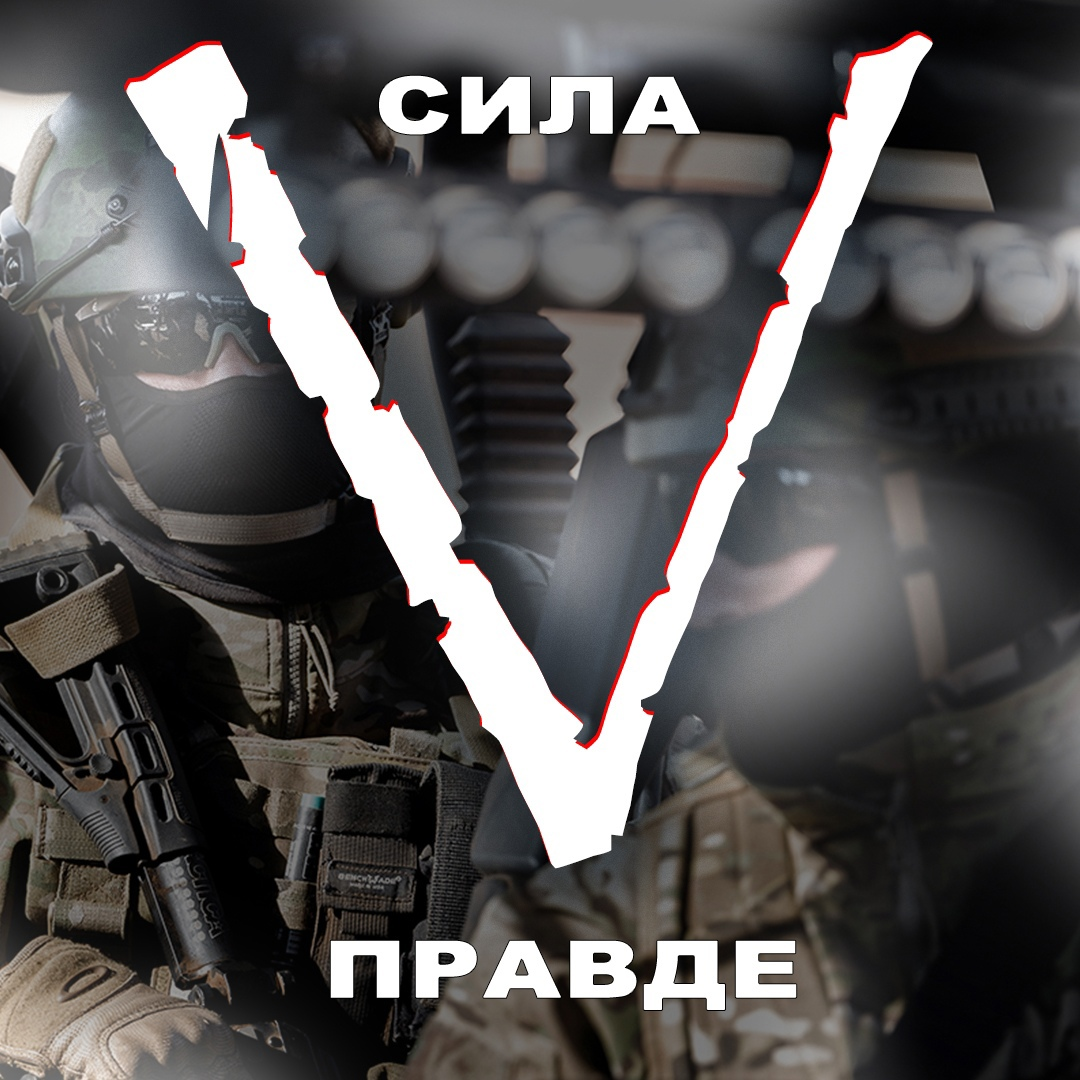
Пропагандистський плакат Міністерства оборони Російської Федерації із символом «V» під фразою «Сила в правде»

«Сила в правде» (укр. Сила в правді) — пропагандистська крилата фраза рашистів, поширена з початку XXI століття. Вона походить від фрази героя фільму «Брат 2», випущеного у 2000 році.

## Історія
Російська історіографія вважає вислів, приписуваний Олександру Невському: «Бог не в силі, а в правді!», яку також часто згадують у пізнішій репродукції 18-го століття російського полководця Олександра Суворова.
Фразу «сила в правде» вимовив головний герой фільму «Брат 2» Даніла Багров, випущений у 2000 році. У фільмі герой спочатку запитав у брата: «У чому сила, брате?», на що брат відповів, що вся сила в грошах, а потім, в одному із заключних діалогів, Багров виголосив слова: «Скажи мені, американцю, в чому сила? Це гроші? Мій брат теж каже, що це гроші. У тебе багато грошей, і що? Я думаю, що сила в правді: хто має правду, той сильніший».
Фраза набула популярності, незважаючи на те, що режисер фільму Олексій Балабанов охарактеризував її як «дурну».

## Лінгвістичний аналіз
Доктор філологічних наук Юрій Разінов пише, що герой «Нової російської повісті» Данила-Богатир з фільму Олексія Балабанова «Брат-2» силою нав'язує своєму заокеанському колезі, що «сила в правді». І сила істини, безперечно, в її прямоті. Разінов вважає, що цим стверджується «прямий і упертий стиль Істини», який «виявляється потужнішим за ухильну і хитру манеру Кривди». «Епопея Правда перекриває, ламає і буквально згинає в дугу криву лінію Кривди», — пише філолог. Дослідник вважає парадоксом російської історії те, що теза про те, що «сила в істині» існує на словах, а насправді визнає протилежний їй порядок — «хто має силу, той має правду».

## У політиці
Партія «Права справа» політичним гаслом партії використала фразу з фільму «Брат 2»: «Сила в правді. Хто правий, той сильніший».
Комуністична партія Російської Федерації (КПРФ) використала гасло «Наша сила в правді!» (Наша сила — в правде).

### Російсько-українська війна
Під час російського вторгнення в Україну 2022 року латинська літера «V» була помічена над військовою технікою на півночі України, зокрема в Гостомелі, Бучі, у лісах на північ від Києва та поблизу Димера. «V» є одним із символів, які Росія обрала для сприяння вторгненню в Україну, серед інших символів є «Z». Пізніше 3 березня Міністерство оборони Російської Федерації заявило, що «V» означає «Наша сила в правді», а також «Завдання буде виконано» (рос. задача будет выполнена, трансліт. zadacha budet vypolnena).

#### Заборона в інших країнах
Як і символ «Z» і стрічка Святого Георгія, «V» заборонено в деяких країнах через свою символіку та асоціацію зі звірствами, вчиненими російською армією в Україні.
- Одним із таких прикладів є Молдова, яка заборонила ці символи 7 квітня 2022 року.[7] У цій країні представники російської меншини Молдови намалювали символи «Z» і «V» над хрестами на Heroes' Cemetery of Chișinău[ro] Другої світової війни в Кишиневі.[8]
- Литва також заборонила всі три символи 19 квітня[9], а Латвія також заборонила символи «V» і «Z» 31 березня.[10]
- Публічне використання символів «O», «V» і «Z» над транспортними засобами також тягне за собою покарання в Казахстані.[11]